# Børnefonden
BØRNEfonden fusionerede 1. juli 2018 med Plan Danmark og blev til PlanBørnefonden. BØRNEfondens arbejde i Vestafrika er nu en del af PlanBørnefondens indsats.
BØRNEFONDEN var en organisation, der hjalp børn i fattige lande ved at sponsorere dem for at gøre dem sunde, uddanne dem, og forberede dem til et selvstændigt voksenliv. Derudover støttede organisationen børnene og deres forældre til at skabe et varigt eksistensgrundlag og en fortsat udvikling i lokalsamfundet.
Man kunne som privat eller virksomhed blive sponsor for børn over hele verden ved at give en månedlig ydelse for hvert barn , man ville sponsorere. Pengene gik til blandt andet skolegang og medicin og derudover til lokalområdet, hvor der blandet andet blev bygget skoler, børnehaver og brønde. BØRNEfondens sponsorer er efter fusionen blevet sponsorer i PlanBørnefonden.
BØRNEfonden havde egne programmer i fem lande, Benin, Burkina Faso, Kap Verde, Mali og Togo, men samarbejdede med CFI (Child Fund International), så der kunne oprettes sponsorater for børn i Mexico, Honduras, Dominica, Ecuador, Bolivia, Brasilien, Angola, Gambia, Zambia, Uganda, Etiopien, Senegal, Kenya, Østtimor, Indonesien, Indien, Filippinerne og Sri Lanka.
Udviklingsarbejdet blev gennemført i samarbejde med familierne, der blev involveret i styring og udvikling af aktiviteter og institutioner for at sikre, at lokalbefolkningen blev parat til at tage over og fortsætte udviklingen.
Organisationen blev ledet af en ulønnet bestyrelse. Formanden var Stine Bosse, som i dag er bestyrelsesformand for PlanBørnefonden.
BØRNEfonden var medlem af ChildFund Alliance, som er et samarbejde mellem 12 selvstændige organisationer fra 12 forskellige lande, der tilsammen arbejder i 55 lande. Sammen deler landene visioner og forpligter sig til at nå den højeste standard for ledelse, økonomi, markedsføring og programarbejde, der hjælper børn ud af fattigdom.
Børnefonden blev oprettet af den tidligere chefredaktør for BT, Morten Pedersen Grymer, i samarbejde med Christian Children's Fund.